# Norra Vargtjärnen
Norra Vargtjärnen är en sjö i Sollefteå kommun i Ångermanland och ingår i Ångermanälvens huvudavrinningsområde. Sjöns area är 0,012 kvadratkilometer och den befinner sig 210 meter över havet.